# Le Vicomte de Bragelonne (film)
Pour plus de détails, voir Fiche technique et Distribution.
Le Vicomte de Bragelonne (Il Visconte di Bragelonne) est un film franco-italien de Fernando Cerchio, sorti en 1954. 
Il s'agit d'une adaptation au cinéma du roman éponyme d’Alexandre Dumas père. 

## Fiche technique
- Titre original : Il Visconte di Bragelonne
- Titre français : Le Vicomte de Bragelonne
- Réalisation : Fernando Cerchio, assisté de Mick Roussel et Francis Dussaugey
- Scénario : Alexandre Astruc et Roland Laudenbach, d’après le roman d’Alexandre Dumas père
- Décors : Roland Quignon
- Costumes : Christiane Coste
- Photographie : Lucien Joulin
- Montage : Leonide Azar
- Musique : René Sylviano
- Coordinateur des combats et des cascades : Claude Carliez et son équipe
- Production : Robert de Nesle
- Sociétés de co-production : Comptoir Français de Productions Cinématographiques (France) et Orso Film, Iris Film (Italie)
- Format : couleur (Eastmancolor) - 1,37:1 - 35 mm - Son mono
- Année : 1954
- Pays :  Italie /  France
- Genre : Aventure
- Durée : 90 min
- Date de sortie :
  - France -  9 décembre 1954

## Distribution
- Georges Marchal : Raoul de Bragelonne
- Dawn Addams : Hélène de Winter
- Jacques Dumesnil : d'Artagnan
- Florence Arnaud : Louise de la Vallière
- Jean Tissier : Planchet
- Paul Préboist : figurant
- Jean Carmet : présence non créditée
- Nico Pepe : Mazarin
- Franco Silva
- Robert Burnier
- André Falcon
- Philippe Olive
- Nicolas Amato
- Roger Bontemps
- Marcel Charvey
- Jean Clarieux : un paysan
- Gérard Darrieu
- Thérèse Dulac
- Huguette Duval
- Henriette Gélis
- Gisèle Grandpré
- René Hell
- Robert Le Fort
- Gina Manès
- Daniel Mendaille
- François Moreau
- José Quaglio
- Linda Sereno
- Lucienne Legrand